# Municipio de Richland (condado de Allen)
El municipio de Richland (en inglés: Richland Township) es un municipio ubicado en el condado de Allen en el estado estadounidense de Ohio. En el año 2010 tenía una población de 6289 habitantes y una densidad poblacional de 57,89 personas por km².

## Geografía
El municipio de Richland se encuentra ubicado en las coordenadas 40°52′10″N 83°56′12″O / 40.86944, -83.93667. Según la Oficina del Censo de los Estados Unidos, el municipio tiene una superficie total de 108.63 km², de la cual 107,87 km² corresponden a tierra firme y (0,7 %) 0,76 km² es agua.

## Demografía
Según el censo de 2010, había 6289 personas residiendo en el municipio de Richland. La densidad de población era de 57,89 hab./km². De los 6289 habitantes, el municipio de Richland estaba compuesto por el 96,23 % blancos, el 1,19 % eran afroamericanos, el 0,24 % eran amerindios, el 0,64 % eran asiáticos, el 0,52 % eran de otras razas y el 1,18 % eran de una mezcla de razas. Del total de la población el 1,37 % eran hispanos o latinos de cualquier raza.